# Doxnet
DOXNET ist ein internationaler Fach- und Interessenverband für Anwender und Hersteller im Bereich des hochvolumigen Digitaldrucks und Dokumentenmanagements inkl. digitaler Dokumentenworkflows.
Die Ziele des Verbandes sind:
- Ausbildung und Informationsbereitstellung zu Themen der Branche
- Networking zum Erfahrungsaustausch der Mitglieder
- Foren zum Austausch von Ideen und Lösungen zwischen Anwendern und Herstellern
- Vermittlung von hersteller-neutralem und zielgruppenorientiertem Grundlagenwissen

## Tätigkeiten und Fachveranstaltungen
Neben kleineren regionalen Veranstaltungen organisiert der Verband seit 2001 eine jährliche dreitägige Konferenz, die seit 2003 jeweils im Juni in Baden-Baden stattfindet. Sie richtet sich mit Hersteller- und Anwender-Fachvorträgen und Ausstellung an Entscheider der Branche.
Mit einem speziellen Anwenderforum für Druckzentrumsbetreiber (Produktion von mindestens 1 Mio. Digitaldruckseiten pro Monat) bündelt die Organisation die Interessen der Anwender gegenüber Herstellern und Briefverteilerunternehmen.

## Hintergrund
DOXNET ist 2007 aus dem in Offenbach am Main registrierten Verein „Deutsche Xplor e. V.“ hervorgegangen, der die „Central European Region“ mit über 500 Mitgliedern in den deutschsprachigen Ländern repräsentierte.
Nachdem die „Xplor international“ aufgrund finanzieller Schwierigkeiten im Sommer 2007 das Logo veräußerte, kam es zu Differenzen zwischen dem Dachverband und dem finanzkräftigeren deutschen Ableger hinsichtlich der Verwendung des Namens. In der Folge änderte der „Deutsche Xplor e. V.“ seinen Namen in „DOXNET e.V.“ ohne dabei Mitglieder verloren zu haben.